# Pol geografic
Un pol geografic este unul dintre cele două puncte imaginare de la extremitățile axei de rotație a unui corp ceresc (de exemplu Pământul). Polii sunt localizați la 90° față de ecuator, în punctele în care axa de rotație⁠(fr)[traduceți] intersectează suprafața corpului respectiv. Din punct de vedere cartografic, cei doi poli sunt considerați puncte absolute de măsurătoare. Polii geografici nu coincid în general cu polii magnetici.